# 杨雨柔
杨雨柔（1996年7月16日—），中国女子手球运动员，效力于安徽队。她代表中国参加了2015年世界女子手球锦标赛和2017年世界女子手球锦标赛，分别获得第17名和第22名。

## 简历
2015年进入安徽师范大学体育学院运动训练专业学习，2019年毕业。
2018年，代表中国参加雅加达亚运会女子手球比赛，夺得银牌。
2023年10月，代表中国参加杭州亚运会女子手球比赛，夺得铜牌。